# كاليتا هورنوس (مدينة)
كاليتا هورنوس أو كاليتا لوس هورنوس (بالإسبانية: Caleta Hornos)‏ هي مدينة ساحلية في تشيلي في محافظة إلكوي. تبلغ مساحتها 61.9 كم2.